# Hister bullatus
Hister bullatus är en skalbaggsart som beskrevs av Lewis 1888. Hister bullatus ingår i släktet Hister och familjen stumpbaggar. Inga underarter finns listade i Catalogue of Life.